# Achaearanea porteri
Achaearanea porteri är en spindelart som först beskrevs av Banks 1896.  Achaearanea porteri ingår i släktet Achaearanea och familjen klotspindlar. Inga underarter finns listade i Catalogue of Life.